# Periclimenes edwardsii
Periclimenes edwardsii är en kräftdjursart som först beskrevs av Paulson 1875.  Periclimenes edwardsii ingår i släktet Periclimenes och familjen Palaemonidae. Inga underarter finns listade i Catalogue of Life.